# Cerkiew Opieki Matki Bożej w Moskwie (Fili)
Cerkiew Opieki Matki Bożej – prawosławna cerkiew w Moskwie, w dzielnicy Fili, wzniesiona w latach 1690–1694. 
Fundatorem świątyni był Lew Naryszkin, brat carycy Natalii, drugiej żony cara Aleksego I Romanowa. Budynek został wzniesiony w latach 1690–1694 na miejscu starszej drewnianej cerkwi powstałej w 1619. Nie zachowały się dokumenty, dzięki którym możliwe byłoby dokładne ustalenie architekta, prawdopodobnie jednak o wyglądzie budowli decydował sam Naryszkin. Część historyków sztuki przypisuje autorstwo projektu cerkwi Opieki Matki Bożej Jakowowi Buchwostowi, inni autorzy wskazują na Piotra Potapowa. Budowę świątyni wsparł finansowo Piotr I, on też w 1703, po zdobyciu Narwy, ufundował witraże dla cerkwi. Widocznym znakiem bliskich relacji Naryszkina z carem Piotrem było umieszczenie na dwóch kopułach cerkiewnych koron i dwugłowych orłów. 
W obrębie jednej budowli znajdują się zarówno elementy pełniący funkcję dzwonnicy, jak i główna cerkiew. Na pierwszej kondygnacji (podklet) znajduje się cerkiew Opieki Matki Bożej, na wyższej – cerkiew Obrazu Chrystusa Nie Ludzką Ręką Uczynionego. Lew Naryszkin wybrał to właśnie wezwanie dla świątyni, chcąc upamiętnić swoje ocalenie w czasie buntu strzelców, gdy modlił się o zachowanie życia właśnie przed taką ikoną. Pracami dekoracyjnymi we wnętrzu cerkwi kierował Karp Zołotariow, który też wykonał ikonostas. Pierwotne wyposażenie świątyni nie przetrwało jednak wojny francusko-rosyjskiej roku 1812 – w czasie działań wojennych żołnierze francuscy zamienili obiekt na szwalnię i stajnie. W XIX w. do cerkwi Opieki Matki Bożej wstawiono nowy ikonostas i inne elementy wystroju wnętrza. 
Cerkiew pozostawała czynna do lipca 1941. W wymienionym roku została zamknięta, a niektóre elementy jej konstrukcji (kopuły, najwyższa kondygnacja na planie ośmiokąta) rozebrane, by obiekt nie stał się celem i punktem orientacyjnym dla wojsk niemieckich. Mimo to świątynia została uszkodzona przez bomby zapalające. Do 1943 w dolnej świątyni mieścił się szpital polowy. Po zakończeniu II wojny światowej w cerkwi urządzono magazyn. Prace konserwatorskie w cerkwi podjęto w 1955 i ukończono w połowie lat 80. XX wieku, jednak odnowiony obiekt nie został zwrócony wiernym, lecz zaadaptowany na filię muzeum im. Andrieja Rublowa, otwartego w 1980 przed Igrzyskami Olimpijskimi w Moskwie. 
W 1990 obiekt na nowo zaczął pełnić funkcje liturgiczne, jednak wiernym udostępniono jedynie dolną cerkiew, podczas gdy w świątyni górnej nadal znajduje się ekspozycja muzealna. Po kilkuletnim sporze między muzeum a parafią, prowadzonym także na drodze sądowej, w 2000 roku rząd rosyjski zdecydował o współużytkowaniu obiektu przez obydwie instytucje. Nabożeństwa odbywają się w dolnej cerkwi w dni świąteczne.